# All European Academies
Die All European Academies (ALLEA) ist ein Zusammenschluss von Akademien der Wissenschaften und ähnlichen Einrichtungen in Europa. Die Gründung erfolgte 1994. Der Geschäftssitz ist in Berlin an der Berlin-Brandenburgischen Akademie der Wissenschaften.

## Organisation
Der Verbund vereint derzeit 60 Akademien aus mehr als 40 Ländern der Region des Europarats. Die Mitgliedsakademien arbeiten als wissenschaftliche Gesellschaften, Denkfabriken und Forschungseinrichtungen. Sie sind eigenständige Gemeinschaften, die in allen Bereichen der Natur-, Sozial- und Geisteswissenschaften tätig sind. ALLEA verfügt daher über einen besonders intensiven Zugang zu intellektueller Exzellenz, Erfahrung und Expertise.
Die Arbeit ist von politischen, kommerziellen und ideologischen Interessen unabhängig und zielt auf die Schaffung von Rahmenbedingungen, unter denen Wissenschaft und Lehre florieren können. Gemeinsam mit ihren Mitgliedsakademien ist ALLEA in der Lage, auf das gesamte Spektrum struktureller und strategischer Fragen einzugehen, denen Europa in der Wissenschaft, Forschung und Innovation gegenübersteht. Dabei wird der Verbund vom gemeinsamen Verständnis geleitet, dass Europa aufgrund von historischen, sozialen und politischen Gegebenheiten sowie aus wissenschaftlichen und wirtschaftlichen Gründen eine untrennbare Einheit darstellt.
Präsident war ab Mai 2018 der Schweizer Antonio Loprieno, im Juni 2024 wurde er von Paweł Rowiński abgelöst.

## Mitgliedsorganisationen

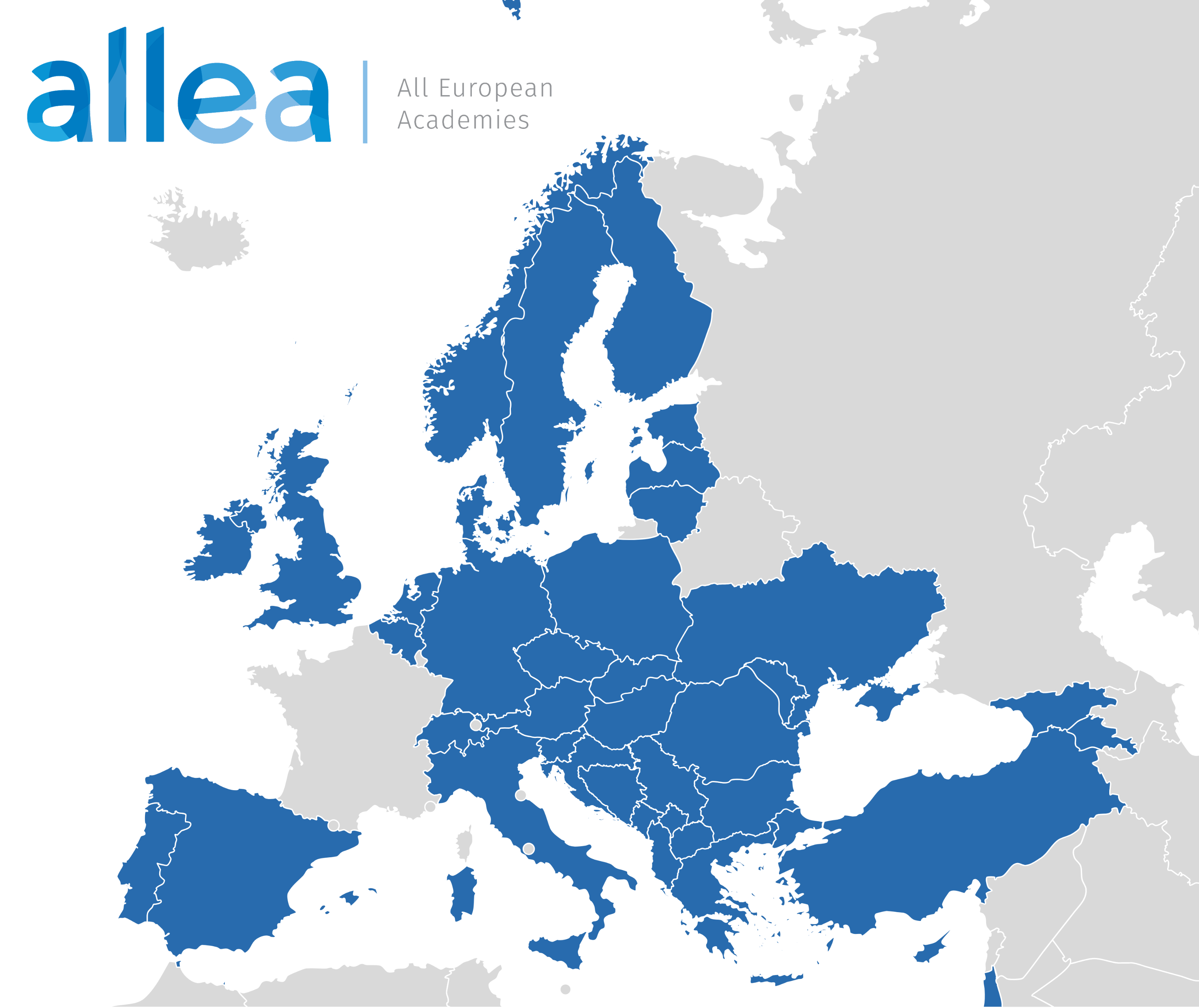

Folgende Einrichtungen sind Mitglieder:
- Albanien: Albanische Akademie der Wissenschaften (Akademia e Shkencave e Shqipërisë)
- Belgien
  - Die Königlichen Akademien der Wissenschaften und Schönen Künste von Belgien (The Royal Academies for Science and the Arts of Belgium)
  - Königlich-Flämische Akademie der Wissenschaften und Schönen Künste (Koninklijke Vlaamse Academie van België voor Wetenschappen en Kunsten)
  - Königliche Akademie der Wissenschaften und Schönen Künste von Belgien (Académie royale des Sciences, des Lettres et des Beaux-Arts de Belgique)
- Bosnien und Herzegowina: Academy of Science and Arts of Bosnia and Herzegovina  (Akademija Nauka i Umjetnosti Bosne i Hercegovine)
- Bulgarien: Bulgarische Akademie der Wissenschaften
- Dänemark: Königlich Dänische Akademie der Wissenschaften (Det Kongelige Danske Videnskabernes Selskab)
- Deutschland
  - Akademie der Wissenschaften zu Göttingen
  - Akademie der Wissenschaften und der Literatur Mainz
  - Akademie der Wissenschaften in Hamburg
  - Bayerische Akademie der Wissenschaften
  - Berlin-Brandenburgische Akademie der Wissenschaften
  - Deutsche Akademie der Naturforscher Leopoldina
  - Heidelberger Akademie der Wissenschaften
  - Nordrhein-Westfälische Akademie der Wissenschaften und der Künste
  - Sächsische Akademie der Wissenschaften
  - Union der deutschen Akademien der Wissenschaften
- Estland: Estnische Akademie der Wissenschaften (Eesti Teaduste Akadeemia)
- Finnland
  - Finnische Akademie der Wissenschaften (Suomen Tiedeakatemiain Valtuuskunta)
  - Junge Akademie Finland (Nuorten Tiedeakatemia)
- Georgien: Georgische Akademie der Wissenschaften
- Griechenland: Akademie von Athen (Ακαδημία Αθηνών)
- Großbritannien
  - The British Academy
  - The Royal Society
  - The Royal Society of Edinburgh
- Irland: The Royal Irish Academy
- Island: Isländische Akademie der Wissenschaften (Vísindafélag Islendinga)
- Israel: Israelische Akademie der Wissenschaften
- Italien: Accademia Nazionale dei Lincei
- Kosovo: Akademie der Wissenschaften und Künste des Kosovo (Akademia e Shkencave dhe e Arteve e Kosovës)
- Kroatien: Kroatische Akademie der Wissenschaften und Künste (Hrvatska Akademija Znanosti i Umjetnosti)
- Lettland: Lettische Akademie der Wissenschaften
- Litauen: Litauische Akademie der Wissenschaften (Lietuvos mokslu akademija)
- Mazedonien: Mazedonische Akademie der Wissenschaften und Künste
- Moldau: Moldauische Akademie der Wissenschaften (Academia de Științe a Moldovei)
- Montenegro: Montenegrinische Akademie der Wissenschaften und Künste (Crnogorska akademija nauka i umjetnosti (CANU))
- Niederlande: Königlich Niederländische Akademie der Wissenschaften (Koninklijke Nederlandse Akademie van Wetenschappen)
- Norwegen: Norwegische Akademie der Wissenschaften (Det Norske Videnskeps-Akademi)
- Österreich: Österreichische Akademie der Wissenschaften
- Polen
  - Polnische Akademie der Gelehrsamkeit Krakow (Polska Akademia Umiejętności)
  - Polska Akademia Nauk (Polnische Akademie der Wissenschaften)
- Portugal: Akademie der Wissenschaften zu Lissabon (Academia das Ciências de Lisboa)
- Rumänien: Rumänische Akademie (Academia Română)
- Russische Föderation: Russische Akademie der Wissenschaften (Rossiskaja Akademia Nauk)
- Slowakei: Slowakische Akademie der Wissenschaften (Slovenska Akadémia Vied)
- Slowenien: Slowenische Akademie der Wissenschaften und Künste (Slovenska Akademija Znanosti in Umetnosti)
- Spanien
  - Instituto de España
  - Königliche Akademie der exakten, physikalischen und naturwissenschaftlichen Wissenschaften
  - Königliche Akademie der Wissenschaften und Künste von Barcelona
  - Academia Joven de España
- Königliche Akademien in Schweden
  - Königlich Schwedische Akademie für Forst- und Landwirtschaft
  - Königlich Schwedische Akademie der Ingenieurwissenschaften
  - Königlich Schwedische Akademie der Literatur, Geschichts- und Altertumsforschung (Kungliga Vitterhets Historie och Antikvitets Akademien)
  - Königlich Schwedische Akademie der Wissenschaften
- Schweiz: Akademien der Wissenschaften Schweiz
- Tschechien: Akademie der Wissenschaften der Tschechischen Republik (Akademie věd České republiky)
- Türkei: Türkische Akademie der Wissenschaften (Türkiye Bilimler Akademisi (TÜBA))
- Ukraine: Nationale Akademie der Wissenschaften der Ukraine
- Ungarn: Ungarische Akademie der Wissenschaften (Magyar Tudományos Akadémia)
- Päpstliche Akademie Vatikanstadt: Päpstliche Akademie der Wissenschaften (Pontificia Academia Scientiarum)[5]

## Belege
1. ↑  ALLEA in brief - ALLEA. Abgerufen am 15. November 2022 (amerikanisches Englisch).
2. ↑  ALLEA Board. Abgerufen am 15. November 2022 (amerikanisches Englisch).
3. ↑  Paweł Rowiński, President of ALLEA, Polish Academy of Sciences Webseite der ALLEA. Abgerufen am 30. September 2024.
4. ↑  ALLEA Members -. Abgerufen am 28. April 2020 (amerikanisches Englisch).
5. ↑  ALLEA Member Academies. Abgerufen am 15. November 2022 (amerikanisches Englisch).